# Luís Gustavo
Luís Gustavo, de son nom complet Luís Gustavo de Carvalho Soares, est un footballeur brésilien né le 3 septembre 1968 à Rio de Janeiro au Brésil, évoluant au poste de milieu de terrain ou arrière gauche.

## Biographie
Luís Gustavo commence sa carrière professionnelle au Brésil avec le Botafogo, où il évolue de 1987 à 1991. Il remporte notamment le Campeonato Carioca en 1989. En 1991, il quitte le Brésil pour le Portugal et rejoint le CS Marítimo, club avec lequel il joue 144 matchs et inscrit 12 buts en championnat,.
En 1996, il signe au SL Benfica, où il dispute 10 matchs et marque 2 buts en championnat portugais, mais il est rapidement prêté au Cruzeiro en 1997. Avec ce club, il remporte la Copa Libertadores ainsi que deux titres de champion du Minas Gerais en 1997 et 1998,.
En 1999, Luís Gustavo évolue au SC Internacional et dispute notamment la Copa do Brasil jusqu'en demi-finale. Il termine sa carrière en 2000 au Rio Branco-SP,.
Au total, Luís Gustavo a disputé 154 matchs et marqué 14 buts en première division portugaise,.

## Palmarès
Botafogo FR
- Campeonato Carioca :  
  - Vainqueur : 1989

 Cruzeiro EC
- Copa Libertadores :  
  - Vainqueur : 1997

- Campeonato Mineiro :  
  - Champion : 1997, 1998